# Alfa Romeo Brera

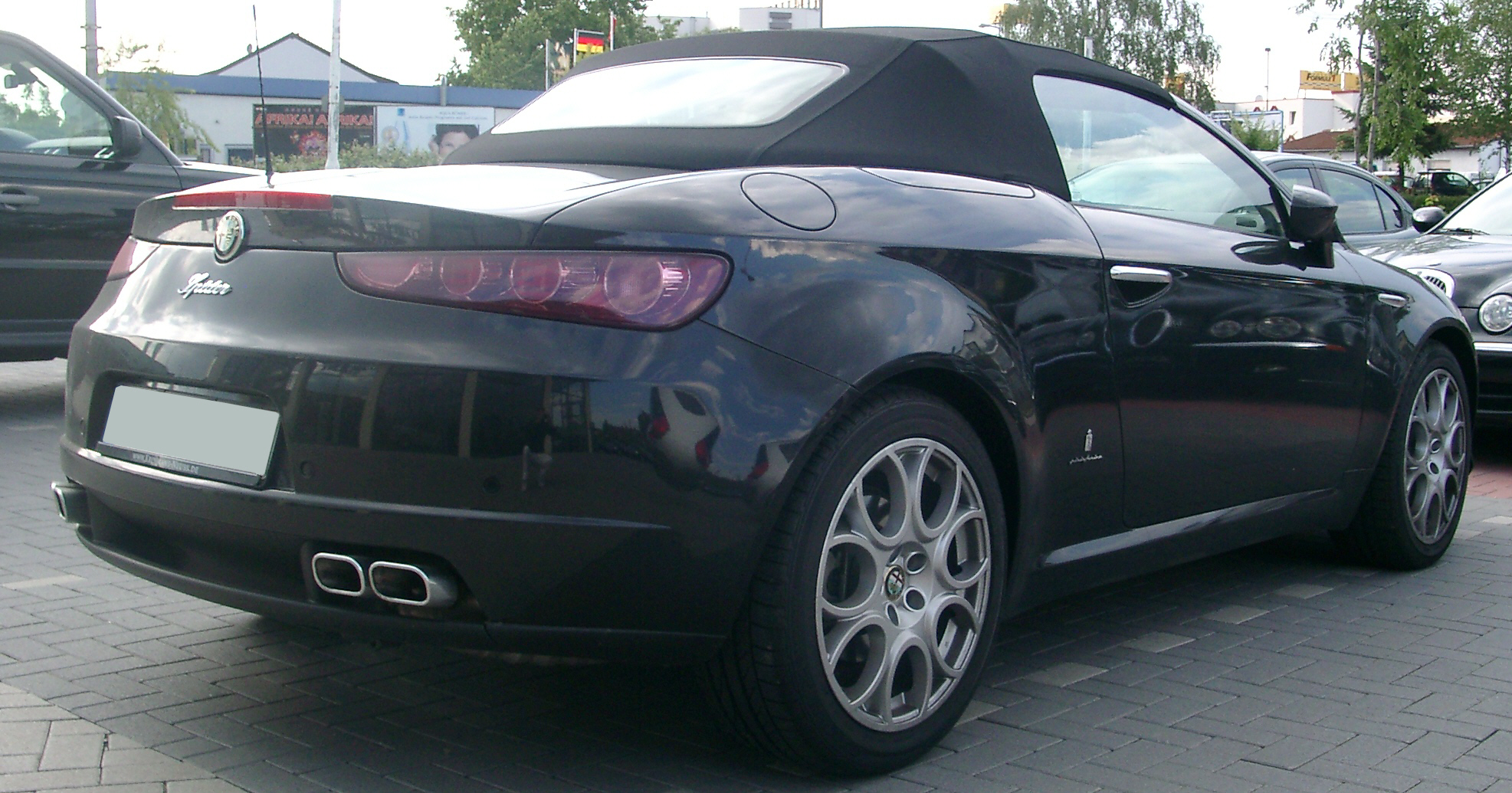
Alfa Romeo Spider

Alfa Romeo Brera (serie 939) är en sportbil, tillverkad av den italienska biltillverkaren Alfa Romeo mellan 2005 och 2010. Namnet Brera härstammar från ett av Milanos finare shopping och kafédistrikt med samma namn. Den öppna versionen bär vidare det traditionsrika namnet Alfa Romeo Spider. Bilarna byggs hos Pininfarina.

## Brera

### Prototyp
Alfa Brera visades första gången som konceptbil, designad av Italdesign, på Genèvesalongen 2002. Konceptbilen var bakhjulsdriven och försedd med en V8-motor från Maserati.

### Produktionsbil
På Genèvesalongen 2005 introducerades den produktionsklara bilen. Den byggde på en bottenplatta som General Motors och Fiat utvecklat tillsammans i början av 2000-talet. De fyra- och femcylindriga modellerna är framhjulsdrivna, medan V6:an är fyrhjulsdriven. När faceliften kom 2008 gick det även att få Brera framhjulsdriven ihop med V6an. Bilen blev nästan 100 kg lättare när faceliften kom och ytterligare 100 kg lättare om man skippade fyrhjulsdriften.

## Spider
Ett år efter Breran introducerades den öppna versionen Spider. Denna är strikt tvåsitsig.

## Motorer
Brerans bensinmotorer är också ett resultat av samarbetet mellan GM och Fiat. Bilarna säljs även med Fiats femcylindriga dieselmotor.
| Modell   | Årsmodell | Motor               | Cylindervolym | Effekt     | Bränslesystem            |
| -------- | --------- | ------------------- | ------------- | ---------- | ------------------------ |
| 2.2 JTS  | 2005-09   | 4-cyl radmotor DOHC | 2198 cm³      | 185 hk     | Direktinsprutning        |
| 2.4 JTDM | 2005-10   | 5-cyl radmotor DOHC | 2387 cm³      | 200-210 hk | Common rail turbodiesel  |
| 3.2 JTS  | 2005-10   | 6-cyl V-motor DOHC  | 3195 cm³      | 260 hk     | Direktinsprutning        |
| 1.8 TBi  | 2010      | 4-cyl radmotor DOHC | 1742 cm³      | 200 hk     | Direktinsprutning, turbo |
| 2.0 JTDM | 2010      | 4-cyl radmotor DOHC | 1956 cm³      | 170 hk     | Common rail turbodiesel  |